# Chassal-Molinges
Chassal-Molinges is een gemeente in het Franse departement Jura (regio Bourgogne-Franche-Comté). De plaats maakt deel uit van het arrondissement Lons-le-Saunier. Chassal-Molinges is op 1 januari 2019 ontstaan door de fusie van de gemeenten Chassal en Molinges. De gemeente telde 1.120 inwoners op 1 januari 2022.

## Geografie
De oppervlakte van Chassal-Molinges bedroeg op 1 januari 2022 7,76 vierkante kilometer; de bevolkingsdichtheid was toen 144,3 inwoners per km².

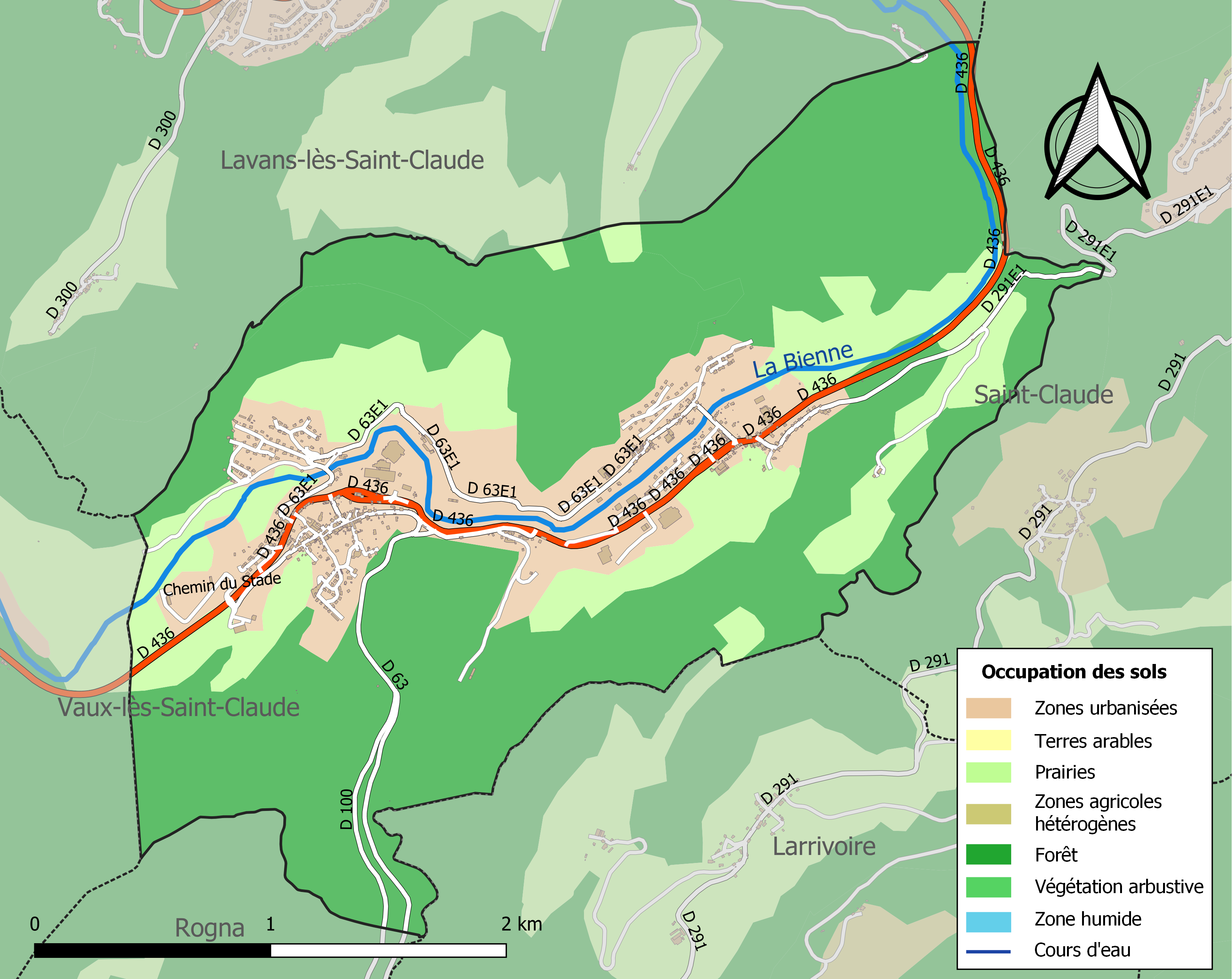
Kaart van de gemeente met de belangrijkste infrastructuur, bodemgebruik en omliggende gemeenten

## Verkeer en vervoer
In de gemeente ligt spoorwegstation Molinges.